# Luis Yáñez-Barnuevo García
Luis Yáñez-Barnuevo García (Coria del Río, 12 d'abril de 1943) és un metge i polític espanyol, eurodiputat pel Partit Socialista Obrer Espanyol.
Llicenciat en Medicina i Cirurgia en 1967, es doctorà en ginecologia en 1970. En el seu acompliment professional va ser adjunt en Sevilla en 1971 i cap de la secció de ginecologia en Màlaga en 1974.
Com a polític, es va integrar dins de les files del Partit Socialista Obrer Espanyol (PSOE) durant la clandestinitat en la dictadura franquista, formant el nucli de dirigents sevillans de l'interior al costat d'altres destacats membres com Felipe González i Alfonso Guerra. En el PSOE va ser Secretari de relacions internacionals de la Comissió Executiva de 1975 a 1979, president del PSOE d'Andalusia de 1980 a 1985 i membre del Comitè Federal des de 1980.
En les eleccions generals espanyoles de 1977 va ser triat Diputat al Congrés per primera vegada, repetint escó en les successives legislatures fins al 2000. Durant els governs de Felipe González va ser Secretari d'Estat de Cooperació Internacional i per a Iberoamèrica de 1985 a 1991. Durant aquest temps va ser triat regidor de l'Ajuntament de Sevilla en les eleccions municipals de 1991, actuant com a portaveu del grup municipal socialista.
De 1999 a 2004 va ser membre de les Assemblees parlamentàries del Consell d'Europa i de la Unió Europea Occidental. Integrat en la candidatura per les eleccions europees en 2004 i de 2009, va ser triat eurodiputat pel PSOE, integrant-se al Grup Socialista del Parlament Europeu. És president de la Conferència de Presidents de Delegació i de la Delegació per a les Relacions amb els Països del Mercosur.